# Hjerpsted Kirke
Hjerpsted Kirke ligger lidt vest for landsbyen Hjerpsted – ca. otte kilometer nord for Højer – på Hjerpsted Bakkeø, tæt ved Vadehavskysten. Den lå angiveligt oprindelig midt i sognet, hvilket vil betyde, at sognets vestgrænse må have været øen Jordsand, en hallig ca. otte kilometer fra kysten. Den har da også tidligere været beboet, men havet fortærede den efterhånden, så den i dag er helt forsvundet.
Kirken blev opført i romansk stil i 1130'erne og hørte oprindelig til Ribe Stift. I 1570'erne kom den under Slesvig Stift og kom først under Ribe Stift igen efter genforeningen 1920.
Fra den oprindelige kirke stammer kor – forlænget i 1715 – og skib i granitkvadre, mens tårnet er sengotisk. Dertil kommer et våbenhus. Tidligere var der også et sakristi, men det blev på et tidspunkt revet ned.
Alterbordets dydefigurer – håb, tro, retfærd og styrke – i relief stammer fra 1622, mens altertavlen er fra 1938-39. Ophavsmanden til tavlen er bager og billedskærer Peter L. Brodersen i Hjerpsted, der forærede den umalede egetræstavle til kirken. Døbefontens materiale er granit og er forsynet med et dåbsfad fra ca. 1650. Der er også en fontehimmel, hvor årstallet 1747 kan læses sammen med ordene: "Går hen og lærer alle folk og døber dem i Faderens og Sønnens og den Hellige Ånds navn" fra Matt 28,19.
Kirkens prædikestol stammer fra ca. 1580 og havde fem fag oprindelig, hvor hvert fag viste en dydeskikkelse. Da alterbordets relieffer blev udført blev der imidlertid tilføjet endnu en dydeskikkelse til prædikestolen, så den i dag fremstår med seks sådanne. Mod vest er der et pulpitur med 10 bemalede felter.

## Eksterne kilder og henvisninger
- Hjerpsted Kirke hos KortTilKirken.dk
- Hjerpsted Kirke i bogværket Danmarks Kirker (udg. af Nationalmuseet)

- Wikimedia Commons har flere filer relateret til Hjerpsted Kirke